# Verrallia rebunensis
Verrallia rebunensis är en tvåvingeart som beskrevs av Morakote 1990. Verrallia rebunensis ingår i släktet Verrallia och familjen ögonflugor. Inga underarter finns listade i Catalogue of Life.